# Bryomyia longipennis
Bryomyia longipennis är en tvåvingeart som beskrevs av Boris Mamaev 1963. Bryomyia longipennis ingår i släktet Bryomyia och familjen gallmyggor. Inga underarter finns listade i Catalogue of Life.